# Bo Beskow

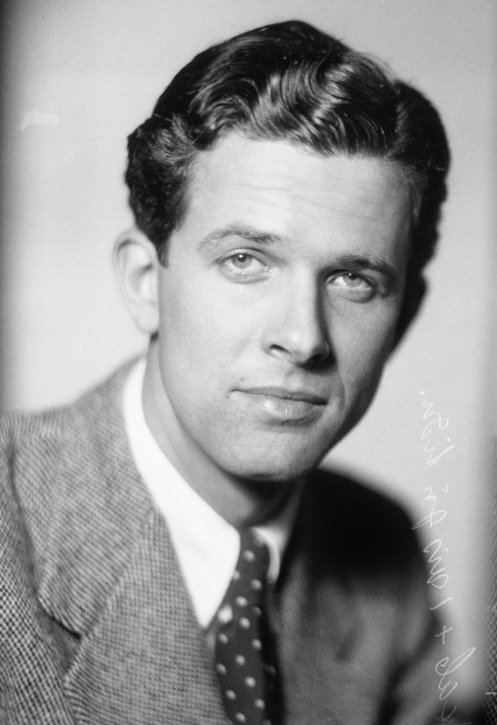

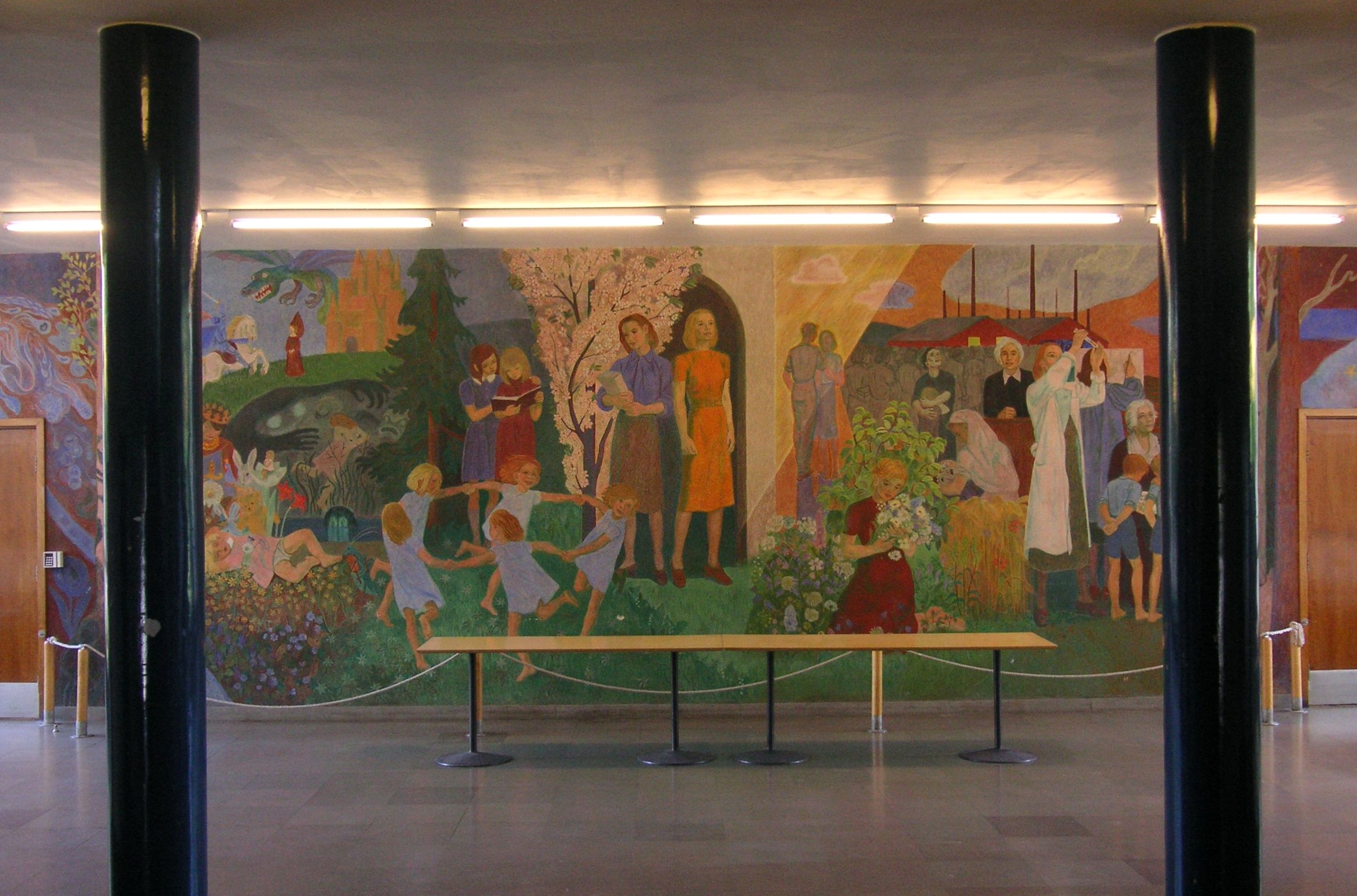
Wandgemälde für Sveaplans flickläroverk in Stockholm von 1939

Bo Viktor Beskow (* 13. Februar 1906 in Djursholm; † 1. April 1989 in Söderköping (Gemeinde)) war ein schwedischer Maler und Autor. 

## Familie
Beskow gehörte zu der in Schweden sehr bekannten Familie Beskow, die im 18. Jahrhundert aus dem brandenburgischen Beeskow nach Schweden eingewandert war. Sein Großonkel war der Pfarrer Gustaf Emanuel Beskow. Auch sein Vater Natanael Beskow war Theologe, daneben ein bekannter Autor und Pazifist; seine Mutter Elsa Beskow eine bekannte Kinderbuchautorin und Illustratorin. Zu seinen Brüdern gehören der Pädagoge Börje Beskow (1903–1997) und der Geologe Gunnar Beskow (1901–1991).
Beskow war von 1927 bis 1949 mit der Amerikanerin Zita Nardi verheiratet. 1955 heiratete er Greta Wernstedt (1930–2018). Das Ehepaar war mit Dag Hammarskjöld befreundet, der das Patenamt für die erste Tochter Maria (* 1958) übernahm.

## Leben und Werk
Bo Beskow begann 1923 sein Studium an der Kungliga Konsthögskolan Stockholm und studierte in Rom, Paris und Portugal. 1929 hatte er seine erste Soloausstellung in der Galleri Gummeson in Stockholm. Es folgten zahlreiche weitere Ausstellungen, zuletzt 1996 eine Retrospektive in Waldemarsudde. 1961 zog die Familie von Stockholm nach Mogata (Gemeinde Söderköping), wo Beskow auf dem Kirchfriedhof bestattet ist.
Beskow ist vor allem für seine christlichen Motive bekannt. Dazu zählen Fresken in den Grabkapellen von Djursholm und Norrköping, die Altartafel in der Christinae-Kirche von Alingsås sowie Glasmalereien in dieser Kirche, in der Sankt-Johannes-Kirche von Norrköping, im Dom zu Skara sowie im Dom zu Växjö. Monumentale Gemälde von Beskow befinden sich im Meditationsraum des UNO-Hauptquartiers in New York. Im ehemaligen Mädchengymnasium Sveaplans flickläroverk in Stockholm schmückte er 1939 die Wand der Eingangshalle mit einem Wandgemälde.
Daneben schuf er mehrere Porträts, vor allem von Politikern wie Tage Erlander, Kerstin Hesselgren, Rickard Sandler und Sten Selander, aber auch von John Steinbeck. Ferner malte er Landschaftsbilder und illustrierte sowohl eigene Reisebeschreibungen als auch Harry Martinsons Versepos Aniara. Bilder von Beskow unter anderem im Nationalmuseum sowie modernen Museum in Stockholm und auf Schloss Gripsholm zu sehen.
Unter dem Pseudonym Viktor Mall schrieb Beskow auch Kinderbücher, die er selbst illustrierte. Zu seinen literarischen Werken zählt Solmannen, in dem die Figur Samson aus der Bibel behandelt wird.